# 伊勢崎郵便局
伊勢崎郵便局（いせさきゆうびんきょく）は群馬県伊勢崎市にある郵便局。民営化前の分類では集配普通郵便局であった。

## 概要
住所：〒372-8799 群馬県伊勢崎市曲輪町36-2

## 沿革
- 1872年（明治5年）旧7月 - 伊勢崎郵便取扱所として開設[1]。
- 1873年（明治6年）2月9日 - 伊勢崎郵便役所となる。
- 1875年（明治8年）1月1日 - 伊勢崎郵便局（四等）となる。
- 1879年（明治12年）8月1日 - 為替取扱を開始。
- 1880年（明治13年）2月26日 - 貯金取扱を開始。
- 1889年（明治22年）9月21日 - 伊勢崎郵便電信局となる。
- 1903年（明治36年）4月1日 - 通信官署官制の施行に伴い伊勢崎郵便局となる。
- 1954年（昭和27年）1月22日 - 上植木簡易郵便局の廃止に伴い、取扱事務を承継[2]。
- 1966年（昭和41年）
  - 2月1日 - 電話通話および和文電報受付事務を開始。
  - 10月1日 - 東武伊勢崎線を経由する鉄道郵便輸送（東京伊勢崎線）が廃止[3]。専用自動車に転換。
- 1980年（昭和55年）7月 - 局舎新築
- 1993年（平成5年）7月1日 - 外国通貨の両替および旅行小切手の売買に関する業務取扱を開始。
- 2007年（平成19年）10月1日 - 民営化に伴い、併設された郵便事業伊勢崎支店に一部業務を移管。
- 2012年（平成24年）10月1日 - 日本郵便株式会社発足に伴い、郵便事業伊勢崎支店を伊勢崎郵便局に統合。
- 2016年（平成28年）7月9日 - 伊勢崎大手町郵便局の廃止に伴い、取扱事務を承継[4]。

## 取扱内容
- 郵便、印紙、ゆうパック、内容証明
- 貯金、為替、振替、振込、国際送金、外貨両替・トラベラーズチェック、国債、投資信託
- 生命保険、バイク自賠責保険、自動車保険、変額年金保険、がん保険、引受条件緩和型医療保険
- ゆうちょ銀行ATM
- 「372-00xx」「372-08xx」区域（伊勢崎市（合併以前からの伊勢崎市域））の集配業務
- ゆうゆう窓口

## 風景印
- 表記は『伊勢崎』
- 図案は『華蔵寺公園』・『大観覧車』・市の花（春）『ツツジ』
- 使用開始日は1985年（昭和60年）8月10日

### 過去の風景印
- 1951年（昭和26年）9月15日 - 1985年（昭和60年）8月9日
  - 表記は『伊勢崎』
  - 図案は『伊勢崎銘仙』・『菅原神社の連取の笠松』・『新開橋』・『工場』・『赤城山』

## 周辺
- 伊勢崎市立図書館
- 伊勢崎市立北小学校
- 広瀬川

## アクセス
- JR両毛線、東武伊勢崎線 伊勢崎駅から徒歩約10分
- 群馬中央バス 伊勢崎郵便局前停留所、国際十王バス 本町郵便局前停留所、伊勢崎市コミュニティバス「あおぞら」 伊勢崎郵便局停留所下車
- 北関東自動車道 伊勢崎ICから南西へ約5.5km、駒形ICから南東へ約5km
- 駐車場あり：14台